# Aleh Ivanavics Karol
Aleh Ivanavics Karol (cirill betűkkel: Алег Іванавіч Кароль; Breszt, 1969. november 7. –) egykori kétszeres fehérorosz válogatott labdarúgó.

## Pályafutása

### Klubcsapatokban
Profi járékos karrierje 1990-ben kezdődött a Dinama Breszt klubjában. 1992 elején a Metallurh Lipeck játékosa volt, de még ugyanebben az évben visszatért a Dinamához, amellyel 83 meccset játszott a fehérorosz élvonalban. 1995-ben szerződést írt alá a görög szuperligában játszó Iraklísszal, de mindössze 5-ször lépett pályára, majd 1996-ban ismét a Dinama Bresztben játszott. 1996 végén Magyarországra igazolt, ahol 1999-ig játszott, itt összesen 84 mérkőzésen 2 gólt szerzett különböző klubokban. 2000-ben a szlovák Dunaszerdahelyhez került, de a szezon során visszatért Fehéroroszországba, a BATE Bariszavhoz. 2001-ben ismét a Dinama Breszt játékosa lett, és egy szezont töltött a csapatban. 2003 és 2005 között játszott az FC Bereza-2010-ben.

### A válogatottban
1996-ban két barátságos mérkőzésen játszott a fehérorosz válogatottban Litvánia és az Egyesült Arab Emirátusok ellen.

## Mérkőzései a fehérorosz válogatottban
| #  | Dátum               | Ellenfél                | Eredmény | Kiírás              | Esemény |
| -- | ------------------- | ----------------------- | -------- | ------------------- | ------- |
| 1. | 1996. július 31.    | Litvánia                | 2 – 2    | barátságos mérkőzés | 46'     |
| 2. | 1996. augusztus 20. | Egyesült Arab Emírségek | 0 – 1    | barátságos mérkőzés |         |

## Sikerei, díjai
Ferencvárosi TC
- Magyar labdarúgó-bajnokság bronzérmes: 1996–97

## Fordítás
- Ez a szócikk részben vagy egészben  az   Oleg Korol című angol Wikipédia-szócikk ezen változatának fordításán alapul.  Az eredeti cikk szerkesztőit annak laptörténete sorolja fel. Ez a jelzés csupán a megfogalmazás eredetét és a szerzői jogokat jelzi, nem szolgál a cikkben szereplő információk forrásmegjelöléseként.